# Tobias Fornier
Tobias Fornier, in passato Dao, è una municipalità di quarta classe delle Filippine, situata nella Provincia di Antique, nella Regione del Visayas Occidentale.
Tobias Fornier è formata da 50 baranggay:
- Abaca
- Aras-Asan
- Arobo
- Atabay
- Atiotes
- Bagumbayan
- Balloscas
- Balud
- Barasanan A
- Barasanan B
- Barasanan C
- Bariri
- Camandagan
- Cato-ogan
- Danawan
- Diclum
- Fatima

- Gamad (Igdamacio)
- Igbalogo
- Igbangcal-A
- Igbangcal-B
- Igbangcal-C
- Igcabuad
- Igcadac
- Igcado
- Igcalawagan
- Igcapuyas
- Igcasicad (San Pedro)
- Igdalaguit
- Igdanlog
- Igdurarog
- Igtugas
- Lawigan
- Lindero

- Manaling (Cata-an)
- Masayo
- Nagsubuan
- Nasuli-A (San Ramon)
- Opsan (San Jose)
- Paciencia
- Poblacion Norte
- Poblacion Sur
- Portillo
- Quezon
- Salamague (Santa Maria)
- Santo Tomas
- Tacbuyan
- Tene
- Villaflor
- Ysulat